# Saint-Martin-de-Queyrières

Saint-Laurent-du-Cros este o comună în departamentul Hautes-Alpes, Franța. În 1 ianuarie 2022 avea o populație de 1.122 de locuitori.